# Lars Kramer
Lars Kramer (Zaandam, 11 juli 1999) is een Nederlands voetballer die doorgaans speelt als centrale verdediger. In juli 2025 verruilde hij Aalborg BK voor Rapid Boekarest.

## Clubcarrière
Kramer speelde in de jeugd van Fortuna Wormerveer en kwam terecht in de opleiding van Ajax. In 2016 maakte hij de overstap naar N.E.C. maar een jaar later koos hij voor een overstap naar FC Groningen. Bij Groningen tekende hij een contract tot 2019. Kramer werd door coach Ernest Faber in de winterstop meegenomen op trainingskamp. Zijn professionele debuut in het eerste elftal maakte de centrumverdediger op 8 februari 2018, op bezoek bij Feyenoord. Door doelpunten van Jens Toornstra, Jerry St. Juste en Robin van Persie werd met 3–0 verloren en Kramer mocht zeven minuten voor het einde van de wedstrijd invallen voor Yoëll van Nieff.
Medio 2019 ging hij naar het Deense Viborg FF, waar hij zijn handtekening zette onder een verbintenis voor de duur van drie seizoenen. In zijn tweede seizoen werd Kramer met zijn club kampioen op het tweede niveau, waardoor promotie naar de Superligaen bereikt werd. Na een jaar op dat niveau liep zijn verbintenis af en verkaste de Nederlander transfervrij naar Aalborg BK. Met Aalborg degradeerde hij in zijn eerste seizoen uit de Superligaen. Het jaar erop keerde de club direct terug op het hoogste niveau door als tweede te eindigen. Bij het aflopen van zijn contract bij Aalborg in de zomer van 2025 verkaste Kramer naar Rapid Boekarest, waar hij voor twee jaar tekende met een optie op een jaar extra.

## Clubstatistieken
| Seizoen | Club            | Competitie  | Competitie | Competitie | Beker | Beker | Internationaal | Internationaal | Totaal | Totaal |
| Seizoen | Club            | Competitie  | Wed.       | Dlp.       | Wed.  | Dlp.  | Wed.           | Dlp.           | Wed.   | Dlp.   |
| ------- | --------------- | ----------- | ---------- | ---------- | ----- | ----- | -------------- | -------------- | ------ | ------ |
| 2017/18 | FC Groningen    | Eredivisie  | 1          | 0          | 0     | 0     | —              | —              | 1      | 0      |
| 2018/19 | FC Groningen    | Eredivisie  | 0          | 0          | 0     | 0     | —              | —              | 0      | 0      |
| 2019/20 | Viborg FF       | 1. division | 31         | 3          | 0     | 0     | —              | —              | 31     | 3      |
| 2020/21 | Viborg FF       | 1. division | 32         | 0          | 0     | 0     | —              | —              | 32     | 0      |
| 2021/22 | Viborg FF       | Superligaen | 23         | 4          | 1     | 0     | —              | —              | 24     | 4      |
| 2022/23 | Aalborg BK      | Superligaen | 31         | 2          | 6     | 0     | —              | —              | 37     | 2      |
| 2023/24 | Aalborg BK      | 1. division | 30         | 4          | 3     | 1     | —              | —              | 33     | 5      |
| 2024/25 | Aalborg BK      | Superligaen | 29         | 0          | 5     | 2     | —              | —              | 34     | 2      |
| 2025/26 | Rapid Boekarest | Liga 1      | 0          | 0          | 0     | 0     | —              | —              | 0      | 0      |
| Totaal  | Totaal          | Totaal      | 177        | 13         | 15    | 3     | 0              | 0              | 192    | 16     |

Bijgewerkt op 1 juli 2025.